# Tuerie d'Itamar

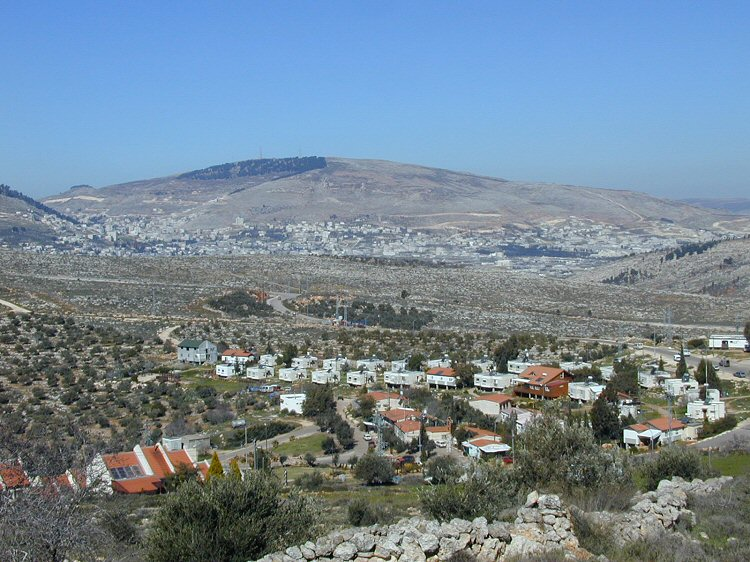
Vue d'Itamar en 2007.

La tuerie d'Itamar  est l'assassinat, le 11 mars 2011, de cinq membres d'une même famille poignardés à mort dans leur sommeil, le père, la mère et trois de leurs six enfants, le dernier à peine âgé de trois mois, qui vivaient dans la colonie israélienne illégale d'Itamar, en Cisjordanie, territoire palestinien occupé, près de la ville palestinienne de Naplouse. Deux autres enfants, qui se trouvaient aussi dans la maison, n'ont pas été blessés. Le drame fut découvert par la fille aînée de 12 ans qui revenait d’une soirée,. Quatre des victimes étaient de nationalité française, la mère et les trois enfants.
Le 17 avril 2011, les autorités israéliennes annoncent l'arrestation de deux suspects originaires du village palestinien voisin d'Awarta.

## Contexte
Itamar est une colonie juive orthodoxe, située au sud-est de Naplouse en Cisjordanie. Créée en 1984, elle appartient à la mouvance du sionisme religieux et est connue par les enchainements de violences dont elle fut le théâtre : radicalisme de ses résidents, meurtre de trois étudiants de la yeshiva en mai 2002, de quatre membres d'une famille de résidents en juin 2002,, agressions contre les paysans palestiniens des villages environnants pour se venger (Akraba et Yanoun notamment). La tuerie de mars 2011 s'inscrit dans cette succession de violences.

## Circonstances et revendication des assassinats
Selon une première enquête, il y avait de sérieux manquements dans le fonctionnement des forces de sécurité de la colonie. Selon l'enquête, la barrière de sécurité autour d'Itamar avait correctement fonctionné car, quand les terroristes s'introduisirent dans Itamar, peu après 21 heures, vendredi soir 11 mars, une alarme se déclencha dans le poste de sécurité de la colonie pointant l'endroit précis par où ils avaient pénétré. Mais personne de l'équipe de garde ni même le vigile qui s'était rendu à l'endroit indiqué par l'alarme et qui n'avait rien vu d'anormal n'avait informé les soldats patrouillant autour de la barrière, alors que les procédures demandent que l'armée soit toujours informée de chaque alarme. La conséquence en est que les auteurs du crime sont entrés à Itamar peu après 21 heures vendredi 11 mars et ont pu y rester trois heures, assassiner cinq personnes et la quitter en emportant deux fusils volés sans être remarqués.
Constatant la manière dont ces assassinats ont été perpétrés, l'armée israélienne pense que l'attaque n'est pas l'œuvre d'une organisation terroriste mais qu'elle aurait été commise par une ou deux personnes. Ces assassinats pourraient constituer la revanche de la mort de deux adolescents palestiniens du village voisin d'Awarta, l'année dernière.
Les assassins attendirent apparemment une heure près de la maison, y pénétrant vers 22 heures 30. Ils semblent être allés d'abord dans la chambre des garçons qu'ils ont poignardés. Puis ils tuèrent la mère puis le père et le bébé de trois mois. Mais ils ne virent pas deux autres garçons, qui dormaient dans une autre chambre. Les assassins quittèrent la maison vers 23 heures sans être repérés.
Les corps furent découverts par la fille des Fogel, âgée de 12 ans de retour d'une soirée pour jeunes. Voyant que la porte était verrouillée, elle demanda de l'aide à son voisin le rabbin Rabbi Ya'akov Cohen. Ce dernier remarqua des traces et de la boue près de la maison et prit une arme. Le rabbin et la jeune fille réveillèrent alors le garçon de 6 ans en l'appelant par la fenêtre. Il ouvrit la porte et le rabbin Cohen repartit. Quand la jeune fille découvrit les assassinats, elle sortit en hurlant et le rabbin revint tout en tirant plusieurs coups de feu en l'air pour alerter le personnel de sécurité. Le rabbin Cohen qui pénétra ensuite dans la maison avec la jeune fille a déclaré que « son petit frère de deux ans étaient à côté de ses parents ensanglantés, les secouant pour essayer de les réveiller ».
Le Guardian rapporte que les Brigades des martyrs d'Al-Aqsa, la branche armée du Fatah, le courant politique dominant de Cisjordanie, ont revendiqué cette attaque alors que pour le Jerusalem Post, ce sont les Brigades des martyrs d'Al-Aqsa Imad Mughniyeh qui ont revendiqué cette responsabilité. Il s'agit d'un groupe appelé du nom du responsable des opérations militaires du Hezbollah, chargé de la liaison avec les Gardes révolutionnaires iraniens tué à Damas dans un attentat à la bombe en 2008. Selon Al Hayat, des officiels des Brigades des martyrs d'Al-Aqsa ont nié toute association avec le groupe Imad Mughniyeh et toute responsabilité dans l'attaque.

## Enquête
L'enquête a été confiée conjointement au Shin Bet, à l'armée israélienne et à la police. La police israélienne a prélevé l'ADN d'une quarantaine de Palestiniens aux fins de l'enquête. Le village d'Awarta, proche de la colonie a été fouillé par l'armée et les services de sécurité et 35 résidents du village ont été arrêtés et étaient toujours detenus le 17 avril. Ce 17 avril, les autorités israéliennes annoncent l'arrestation de deux suspects. Il s'agit de deux adolescents palestiniens du village d'Awarta, qui auraient reconnu être les auteurs du massacre de la famille Fogel et qui ont participé à une reconstitution du meurtre. Selon la radio israélienne, ils appartiendraient au Front populaire de libération de la Palestine (FPLP). Cinq présumés complices ont également été arrêtés, a précisé le Shin Beth.
Selon le New-York Times, le maire du village d'Awarta, lointain parent des deux adolescents aurait prétendu qu'il avait « beaucoup de doutes sur les affirmations israéliennes » et réclame qu'une enquête internationale indépendante soit ouverte.

## Victimes

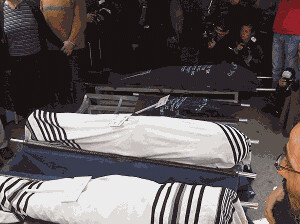
Obsèques des victimes.

Les victimes sont cinq membres de la famille Fogel qui avait récemment emménagé à Itamar. Ils avaient auparavant vécu dans la colonie de Gush Katif dans la bande de Gaza (avant le démantèlement des colonies israéliennes à Gaza en 2005) et dans la colonie israélienne d'Ariel en Cisjordanie.
- le rabbin Rabbi Udi Fogel, 36 ans, ancien tankiste de Tsahal, professeur à Itamar
- Ruth Fogel, 35, sa femme - elle était la fille du rabbin Ben Yishaï, rabbin d'une communauté francophone de Jérusalem - et leurs trois enfants:
- Yoav Fogel, 11 ans
- Elad Fogel, 4 ans
- Hadas Fogel, 3 mois.

Le 13 mars 2011, 20 000 personnes ont assisté aux obsèques des victimes au cimetière de Givat Shaul à Jérusalem

## Réactions populaires

### Israéliens

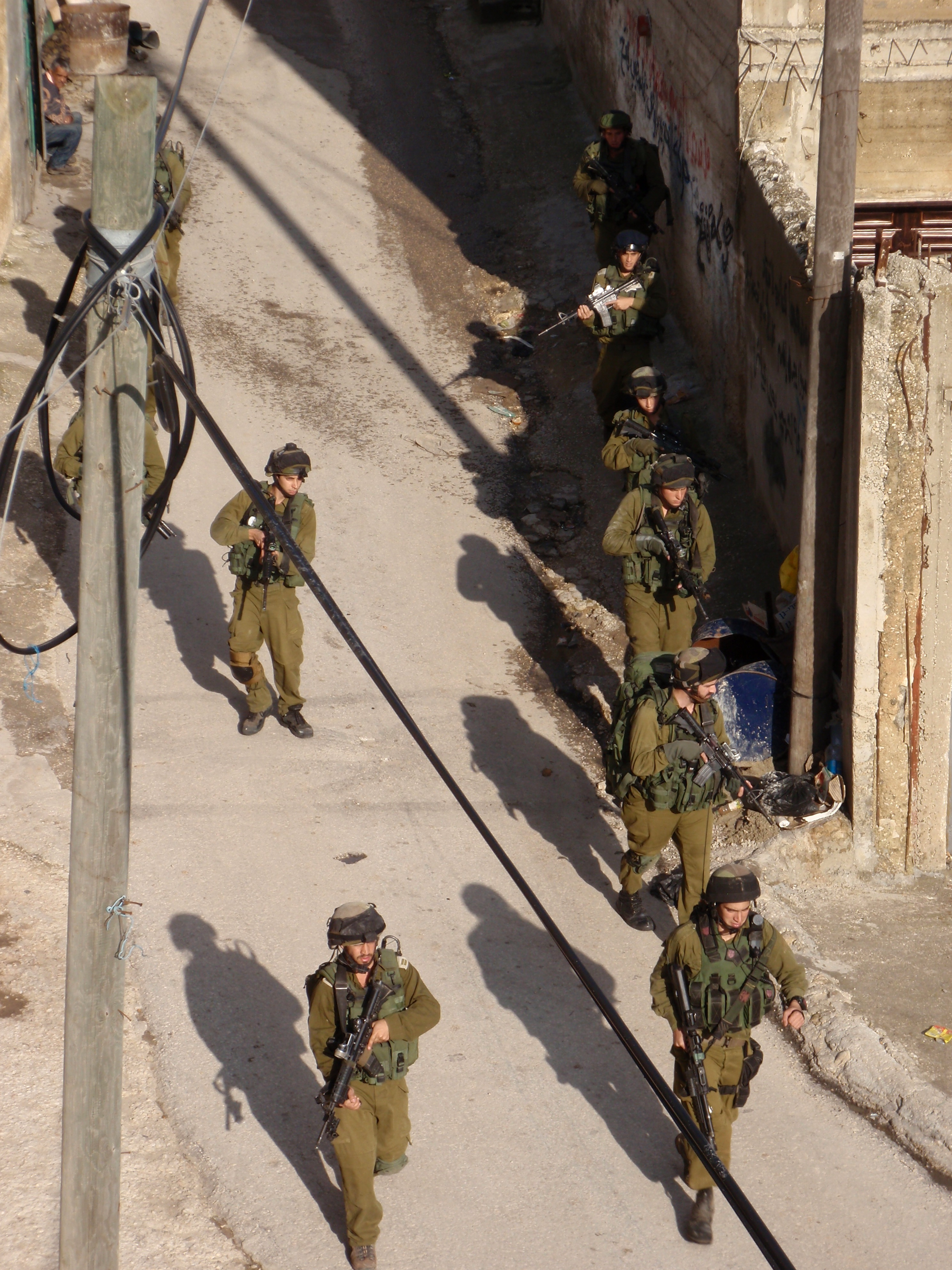
Une patrouille israélienne à Awarta au lendemain de l'attaque.

Selon les Palestiniens, les autorités israéliennes déclarèrent la ville voisine de Naplouse zone militaire fermée, établirent des points de contrôle et empêchèrent véhicules et piétons de quitter la ville. Le village voisin d'Awarta fut aussi déclaré zone militaire fermée après que l'armée a découvert des traces de pas y menant. L'armée est aussi entrée à Burqa, un village au nord de Naplouse fouillant des maisons et interrogeant leurs habitants, sans toutefois arrêter qui que ce soit. Mais plusieurs douzaines d'arrestations eurent lieu dans d'autres villages.
Après cet attentat, de nombreux militaires et policiers ont été déployés autour de Naplouse pour empêcher les heurts entre les Juifs et les Palestiniens.
Le lendemain, la police israélienne intensifie sa présence près des colonies juives de façon à s'opposer à des attaques de vengeance contre les Palestiniens par leurs habitants. Cent policiers sont déployés dans le Quartier juif de Jérusalem et près des quartiers juifs de Hébron et de Kiryat Arba, d'autres sont postés à tous les carrefours importants de Cisjordanie.
Des habitants israéliens des colonies attaquèrent des propriétés palestiniennes et des résidents de villages près de Naplouse, des quartiers d'Hébron et autour de Bethléem et de Ramallah. Ces attaques étaient présentées comme des actes de vengeance. Les résidents israéliens des colonies tendaient des tracts menaçant les villageois de Beitillu, près de Ramallah et endommageaient des propriétés palestiniennes d'Hébron. Ils bloquèrent un carrefour à Gush Etzion et ont lancé des pierres sur des Palestiniens. Plusieurs d'entre eux ont été arrêtés par l'armée ou la police sur place. Des activistes israéliens ont bloqué une intersection près de Psagot sur la route 60. Des Palestiniens ont rapporté que des résidents de Bat Ayin ont manifesté et que la police israélienne a utilisé des gaz lacrymogènes sur des Palestiniens assistant à cette manifestation. Les Palestiniens disent aussi que les résidents pénétrèrent dans le village de Huwara et jetèrent des pierres sur les résidents. Près de Naplouse et de Kedumim, des véhicules palestiniens ont été lapidés ou brûlés. Un carrefour fut aussi bloqué.
De petites manifestations contre l'attaque ont aussi eu lieu en Israël. Quelques douzaines de manifestants se rendirent à plusieurs carrefours en portant des banderoles disant que « la paix n'est pas écrite avec du sang ». De nombreux conducteurs montrèrent leur solidarité avec les manifestants en klaxonnant. D'autres activistes de droite manifestèrent près de Jérusalem demandant vengeance.

### Palestiniens
Les Palestiniens répondirent aux attaques des résidents israéliens en lapidant des véhicules israéliens en Cisjordanie, y compris un autocar qui ramenait des personnes ayant assisté aux obsèques des victimes.
La tuerie d'Itamar a été condamnée par l'Autorité palestinienne du président Mahmoud Abbas.
Les résidents palestiniens du village voisin qui, depuis des années, s'étaient souvent heurtés aux habitants d'Itamar, ont dénoncé les assassinats.
Dans la bande de Gaza, les assassinats ont donné lieu à quelques célébrations dans la ville de Rafah

## Réactions politiques

### En Israël
- Le président Shimon Peres a déclaré : « C'est un des plus horribles et des plus difficiles événements que nous avons connu, le meurtre de parents et de leurs jeunes enfants, dont un garçonnet de 3 ans et un bébé de cinq mois, quand ils dormaient dans leurs lits. Cela montre la perte de tout sentiment humain... Il n'y a pas de religion au monde ni de foi qui permette un acte si horrible »[27]
- Le premier ministre Benjamin Netanyahu a déclaré qu'il était « profondément choqué » et qu'il soutenait les résidents de Judée et Samarie. Il ajouta : « Nous ne permettrons pas que la terreur détermine la carte des colonies ». Il dit aussi au président palestinien Mahmoud Abbas qu'il n'était pas suffisant de condamner la violence parce que ces actes nuisaient aux « intérêts palestiniens » mais parce que c'était « moralement inacceptable ». "J'attends que vous stoppiez l'excitation à la haine dans les écoles, dans les livres scolaires et dans les mosquées et que vous formiez vos enfants à la paix comme nous le faisons. Le meurtre d'enfants dans leur sommeil est le meurtre gratuit par excellence[28].
- Le 13 mars, le gouvernement israélien autorise la construction de nouveaux logements dans les colonies juives des territoires palestiniens[29].

### Dans les Territoires palestiniens
- Le président Mahmoud Abbas a téléphoné au premier ministre Netanyahu pour condamner l'attaque[14]. Dans une interview par la radio israélienne, il qualifia cet acte de méprisable, d'immoral et d'inhumain ajoutant : « Un être humain ne peut faire une telle chose ». "Des scenes comme celle-là - le meurtre de bébés et d'enfants et le massacre d'une femme - font souffrir et pleurer toute personne douée d'humanité[30].
- Le premier ministre Salam Fayyad déclare qu'« il dénonce clairement et fermement l'attaque terroriste, de la même façon que nous avons dénoncé les crimes contre les Palestiniens ». En visite à Bethléem, il déclare : « Nous sommes contre toute forme de violence ». "« Notre position n'a pas changé. Comme nous l'avons souvent dit, nous nous opposons catégoriquement à toute violence et à toute terreur, quels qu'en soient les victimes et les auteurs »[26].
- Ezzat Al-Rashak officiel du Hamas démentit toute responsabilité du Hamas dans l'attentat, ajoutant que s'attaquer à des enfants n'est pas dans la politique du Hamas ni des factions qui s'opposent à lui[31].

### En France
La France, dont le ministre des affaires étrangères avait condamné cet « acte barbare », était représentée aux obsèques des victimes, dont quatre étaient aussi de nationalité française, par le consul général de France à Jérusalem, Frédéric Desagneaux.

### Dans le monde
La tuerie d'Itamar a été condamnée par l'ONU, le Quartet pour le Moyen-Orient (États-Unis, UE, ONU et Russie). Le secrétaire britannique au Foreign Office a appelé cet attentat « un acte d'une cruauté et d'une brutalité incompréhensibles ».

## Sources
- (en) Cet article est partiellement ou en totalité issu de l’article de Wikipédia en anglais intitulé « Itamar attack » (voir la liste des auteurs).